# ドリームハート
ドリームハート (Dream Heart) は、女性マジシャン・マジックアイドルで日本のアイドルグループ「スタイリッシュハート」の裏プロジェクトで誕生した。略称は「ドリハー」である。

## 概要
女性マジシャン・マジックアイドル「ドリームハート」は、2009年9月にアイドルユニット「スタイリッシュハート」の裏プロジェクトとして始動した。
からくりどーるの弟子。からくりどーるにマジックを教わり、テレビやイベント、企業のパーティー、オープンイベント（お祭り）などで活動している。

## メンバー
- 吉野みづほ（よしの みずほ、1984年8月17日 - ）、身長156cm、血液型B型。
- 中西里菜（なかにし りな、1989年9月13日 - ）、身長154cm、血液型AB型。

## 略歴
2009年
- 9月1日 - デビュー。新宿PINK BIG PIGにてドリームハート、初お披露目。

### テレビ出演
- 2017年東日本放送「三又ノ番組」
- 2016年～2017年AbemaTV「矢口真里火曜TheNight」
- 2016年テレビ埼玉「マチコミ」
- テレビ埼玉「ごごたま」マジックをしながら中継するコーナーに出演
- 2015年10月吉田尚紀ｄスタジオ～ニコニコ生放送
- 2015年9月テレビ朝日「キスマイGAME」
- 2015年日テレ「トリックハンター」AKB48ハロウィン・ナイトのコーナーに出演
- 2015年テレビ東京BSジャパン「～失敗してもそのまま放送～芸能人マジックSHOW」
- 2014年12月　NHKBS-1「スポーツ酒場語り亭」マジシャンRINA出演
- 2014年テレビ東京「ハックツベリー」
- 2012年テレビ朝日「スーパーＪチャンネル」
- 2010年8月「24時間テレビ ～ありがとう。今、あの人に伝えたい～」　長野信州テレビ
- YOUテレビ・J:COM出演
- 2014年～ニコニコ生放送「Xperia™ presents 吉田尚記 XYZ」
- 2015年10月吉田尚紀ｄスタジオ～ニコニコ生放送
- からくりどーるのアシスタントとしても、番組に出演。
- 2011年フジテレビ「志村けんのバカ殿様」
- 2011年日本テレビ「メレンゲの気持ち」
- 矢口真里の火曜The NIGHT#35（2016年12月6日、AbemaTV）[1]
  - 鈴木愛理の火曜The NIGHT#164（2019年9月4日、AbemaTV）[2]

### イベント
- からくりどーる一座公演　埼玉会館
- 東京ラーメンショー出演（2014年～）
- 平成27年さいたま市交通安全春のつどい
- 亀戸サンストリート（2013年～）
- 大宮ラクーン吉本劇場
- ボートレース、オートレース出演
- さいたまスーパーアリーナコミュニティアリーナ
- 東武百貨店池袋
- ララテラス南千住
- イオン
- やぐフェス〜アイドルを原宿で見るか、アベマでみるか〜（2017年12月3日、原宿アストロホール[3]）[4]

他企業のパーティーやディナーショーに出演

### 単行本
- メイツ出版「からくりどーるのおもしろ！マジックびっくり手品がいっぱい！（まなぶっく）」

2013年12月発売

### CD
スタイリッシュハート・ドリームハート両A面シングル
- 2012年8月28日発売「隣りのあの子はあなたのアイドル / シャイニングハート」

からくりどーるwithドリームハート
- 2013年8月25日発売「デブのからくり言葉 / シャイニングハート」